# Euchromia caelipennis
Euchromia caelipennis là một loài bướm đêm thuộc phân họ Arctiinae, họ Erebidae.